# Aksana Papko
Aksana Uladsimirauna Papko (belarussisch Аксана Уладзіміраўна Папко; * 16. November 1988 in Hrodna, Belarussische SSR, Sowjetunion) ist eine ehemalige belarussische Radrennfahrerin.

## Sportliche Laufbahn
Aksana Papko ist eine Allrounderin auf der Straße sowie in verschiedenen Disziplinen auf der Bahn. 2008 wurde sie belarussische Vize-Meisterin im Einzelzeitfahren und belegte bei den Nachwuchs-Europameisterschaften in Pruszków Platz drei im Punktefahren. Im selben Jahr startete sie erstmals bei einer Bahn-WM und belegte mit dem belarussischen Team in der Mannschaftsverfolgung Rang vier. Bei den UCI-Bahn-Weltmeisterschaften 2009, ebenfalls in Pruszków, stürzte sie im Punktefahren. 2010 errang sie die nationalen Titel im Straßenrennen sowie im Einzelzeitfahren sowie den einer Europameisterin im Punktefahren (Nachwuchs). Bei den UCI-Bahn-Weltmeisterschaften 2011 in Apeldoorn wurde sie Fünfte im Scratch sowie Zehnte in der Einerverfolgung.
2012 wurde Papko belarussische Meisterin in der Mannschaftsverfolgung, gemeinsam mit Alena Dylko und Tazzjana Scharakowa; diese Mannschaft errang auch Bronze bei den Bahneuropameisterschaften im selben Jar. Beim Bahnrad-Weltcup 2011/12 in Peking belegte sie im Punktefahren Rang eins. Papko, Dylko und Scharakowa starteten in der Mannschaftsverfolgung bei den Olympischen Spielen in London und belegten Rang sieben. Anschließend beendete Aksana Papko ihre Radsportlaufbahn.

## Erfolge

### Bahn
2008
- U23-Europameisterschaft – Punktefahren

2010
- U23-Europameisterin – Punktefahren, Einerverfolgung
- U23-Europameisterschaft – Omnium

2011
- Europameisterschaft – Mannschaftsverfolgung (mit Alena Dylko und Tazzjana Scharakowa)
- Belarussische Meisterin – Mannschaftsverfolgung (mit Alena Dylko und Tazzjana Scharakowa)

2012
- Weltcup in Peking – Punktefahren
- Europameisterschaft – Mannschaftsverfolgung (mit Alena Dylko und Tazzjana Scharakowa)
- Belarussische Meisterin – Mannschaftsverfolgung (mit Alena Dylko und Tazzjana Scharakowa)

## Straße
2010
- Belarussische Meisterin – Straßenrennen, Einzelzeitfahren